# Stefano Donagrandi
Stefano Donagrandi (n. 1 septembrie 1976, Bormio, Lombardia, Italia) este un patinator de viteză ce a reprezentat Italia, medaliat olimpic. A participat la o ediție a Jocurilor Olimpice (2006) în care a câștigat o medalie de aur.

## Participări
Lista de mai jos prezintă principalele competiții la care a participat Stefano Donagrandi de-a lungul carierei.
- speed skating at the 2006 Winter Olympics – men's team pursuit[*]